# Stella Baum
Stella Baum (* 10. Juni 1921 in Porz als Stella Hipp-Frede; † 27. November 2006 in Wuppertal) war eine deutsche Autorin, Kunstsammlerin und Ehrenbürgerin der Gesamthochschule – später umbenannt in Bergische Universität Wuppertal.

## Leben und Wirken
Zusammen mit ihrem Mann Gustav Adolf Baum (1914–2004), den sie am 16. September 1944 in Elberfeld geheiratet hatte, sammelte sie seit dem Ende der 1950er Jahre zeitgenössische Kunst und erwarb unter anderem Werke von Wolf Vostell, Gerhard Richter, Konrad Fischer, Klaus Rinke und Joseph Beuys, mit dem Stella Baum, seit dessen Ausstellung von Zeichnungen im Von der Heydt-Museum im Jahr 1953, ein sehr persönlicher Kontakt verband. So chauffierte Beuys das Sammlerpaar 1953 höchstpersönlich nach Kranenburg, wo im Stall des Hauses der Gebrüder Hans und Franz Joseph van der Grinten die erste Einzelausstellung des Bildhauers, die sogenannte Stallausstellung stattfand. Zudem gewährte Beuys Stella Baum ein Interview, in dem er über seine Einstellung zum Tod und zu den Todesriten sprach. Die Stadt Wuppertal avancierte unter anderem durch das Ehepaar Baum zu einem der wichtigsten Kunstzentren nach dem Zweiten Weltkrieg.
Nach Gründung der Gesamthochschule Wuppertal 1972 wurden Gustav Adolf und Stella Baum am 24. November 1976 zu den ersten Ehrenbürgern dieser Hochschule ernannt. Das Ehepaar hatte sich in den Anfangsjahren um die Entwicklung Wuppertals zur Universitätsstadt verdient gemacht, weil sie dem Gründungsrektorat und den Universitätsangehörigen in ihrem Privathaus ein Forum boten, Kontakte zwischen einflussreichen Persönlichkeiten des öffentlichen Lebens der Stadt und des Landes zu knüpfen. Gustav Adolf Baum und seine Frau blieben der Universität zeit ihres Lebens eng verbunden.
Außerdem veröffentlichte Stella Baum mehrere Bücher zu Kunst- und Gegenwartsfragen und über den Tod. 2010 wurde erstmals von der Gesellschaft der Freunde der Bergischen Universität (GFBU) der nach ihr benannte Stella-Baum-Kunstförderpreis verliehen, damit Kunststudenten ihre Werke der Öffentlichkeit präsentieren können. Der Preis ist mit 2500 Euro dotiert.